# Reforma Imperial
La Reforma Imperial (en alemany Reichsreform) fou l'intent de reformar el Sacre Imperi Romanogermànic. Aquest intent va tenir lloc a la dieta de Worms de 1495, davant la desintegració i atomització de l'Imperi; es va establir una nova estructura i el dret de vot va passar als territoris i no a les branques familiars que formaven noves línies en cada Estat Imperial.